# Вемпіли
Вемпіли (пол. Wępiły) — село в Польщі, у гміні Рацьонж Плонського повіту Мазовецького воєводства.
Населення — 132 особи (2011).
У 1975-1998 роках село належало до Цехановського воєводства.

## Демографія
Демографічна структура станом на 31 березня 2011 року:
|          | Загалом | Допрацездатний вік | Працездатний вік | Постпрацездатний вік |
| -------- | ------- | ------------------ | ---------------- | -------------------- |
| Чоловіки | 74      | 15                 | 51               | 8                    |
| Жінки    | 58      | 7                  | 34               | 17                   |
| Разом    | 132     | 22                 | 85               | 25                   |